# موری آرینوری
موری آرینوری (به ژاپنی: 森 有礼 Mori Arinori); ۲۳ اوت ۱۸۴۷ – ۱۲ فوریهٔ ۱۸۸۹) دیپلمات، وزیر، آموزگار در دوره میجی اهل ژاپن بود. موری بنیانگذار نظام آموزشی نوین در ژاپن بود.

## اوایل زندگی
موری در قلمرو ساتسوما (استان کاگوشیما کنونی) در یک خانواده سامورایی متولد شد و در مدرسه «کایزنجو» (Kaisenjo) تحصیل کرد؛ مدرسه‌ای که برای یادگیری جهان غرب توسط قلمرو ساتسوما دایر شده بود.
موری در سال ۱۸۶۵ به عنوان دانشجو به کالج دانشگاهی لندن در بریتانیا فرستاده شد و در آنجا به مطالعه فنون غربی در ریاضیات، فیزیک و نقشه‌برداری دریایی پرداخت.

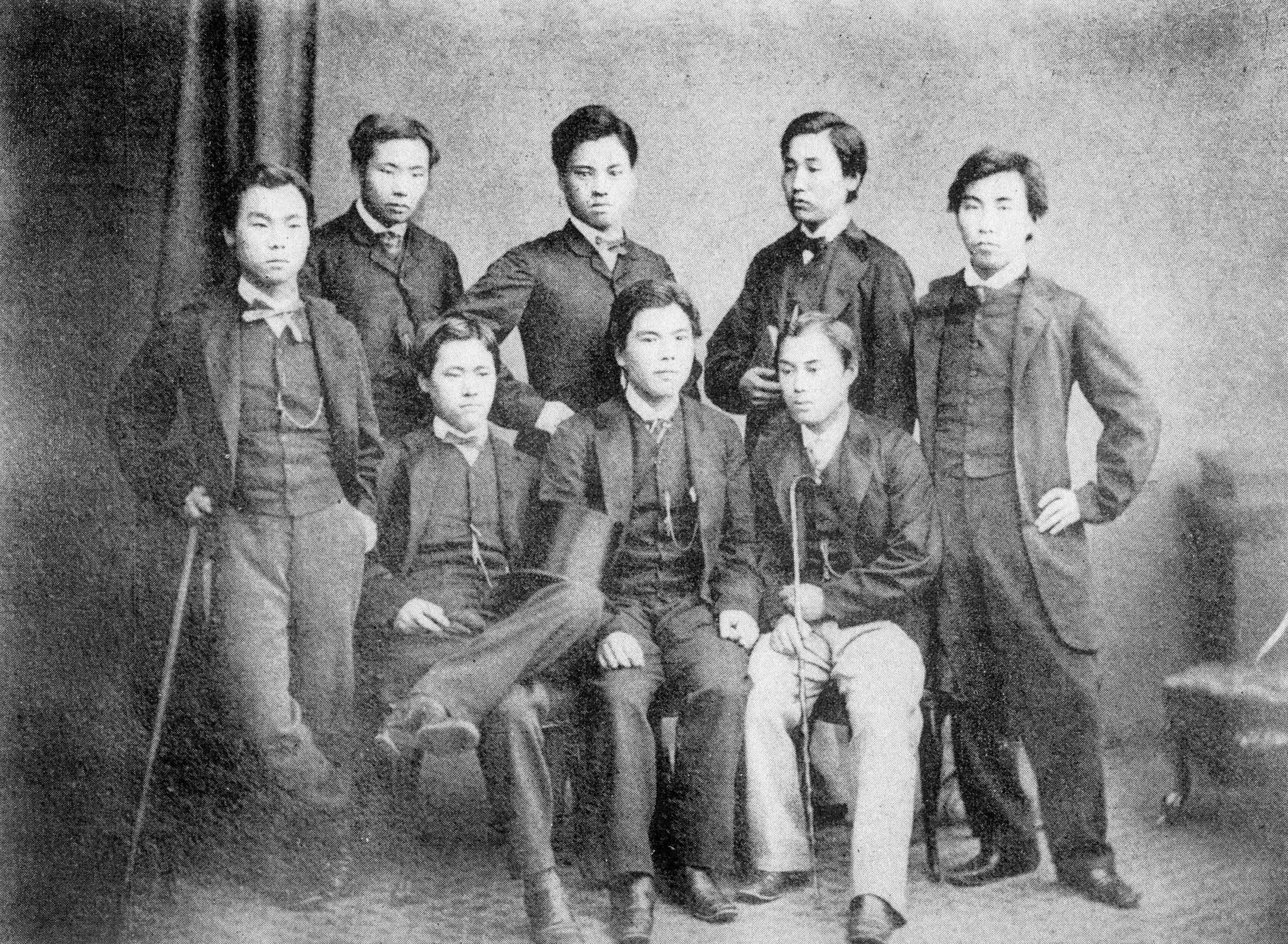
دانشجویان اعزامی قلمرو ساتسوما به لندن. موری آینوری اولین نفر نشسته از سمت چپ.

## دولتمرد در حکومت میجی
به دنبال شروع اصلاحات میجی، موری در ژوئن ۱۸۶۸ به ژاپن بازگشت و تعدادی از مناصب دولتی را در حکومت تازه تأسیس میجی به عهده گرفت. او در ۲۲ سالگی به عنوان قاضی امور خارجه منصوب شد که یک سمت عالی رتبه بود.  حقوق ماهیانه موری ۲۰۰ ین بود اما او و «سامه‌شیما نائونوبو» (Sameshima Naonobu) مبلغ ۳۰ ین را کافی می‌دانستند و در ۱۰ سپتامبر دادخواستی مبنی بر کاهش حقوقشان ارائه کردند. 
از سال ۱۸۷۱ تا ۱۸۷۳ موری به عنوان اولین سفیر ژاپن در ایالات متحده آمریکا خدمت می‌کرد. او در طول اقامت خود در ایالات متحده، به روش‌های آموزشی و نهادهای اجتماعی در غرب علاقه زیادی پیدا کرد. 
موری در هنگام بازگشت به ژاپن، به همراه «فوکوزاوا یوکیچی»، «نیشی آمانه» و تعداد دیگری از روشنفکران وقت ژاپن، «مِ‌ایروکوشا» (Meirokusha)، اولین انجمن روشنفکری نوین ژاپنی را تشکیل داد. 
موری پس از آن به ترتیب در عناوین زیر مشغول به کار شد: سفیر در سلسله چینگ، معاون ارشد وزیر امور خارجه، سفیر در بریتانیا، عضو «سانجیین» یا شورای مشورتی قانونگذاری (Sanjiin) و وزیر آموزش.
موری در سال ۱۸۷۹ سفیر بریتانیا شد. او تلاش کرد که معاهده نابرابر بین ژاپن و بریتانیا را (که در حکومت سابق ایجاد شده بود) لغو کند که موفق به انجام اینکار نشد.
موری در سال ۱۸۷۵، «شوهو کوشوجو» (Shoho Koshujo) را تأسیس کرد (دانشگاه هیتوسوباشی کنونی) که اولین دانشکده بازرگانی در ژاپن بود.

### وزیر آموزش
موری از سال ۱۸۸۶ تا ۱۸۸۹ وزیر آموزش ژاپن بود. او در اولین کابینه حکومت توسط نخست‌وزیر «ایتو هیروبومی» (Itō Hirobumi) به عنوان وزیر آموزش منصوب شد و در دومین کابینه کشور تحت نخست وزیری «کورودا کیوتاکا» (Kuroda Kiyotaka) نیز در همین مقام مشغول به کار بود. 
موری در دوران وزارتش سلسله تغییراتی را در نظام آموزشی ژاپن، تحت عنوان «اصلاحات موری»، به اجرا گذاشت. شش سال آموزش مختلط و اجباری از جمله این اصلاحات بود. موری همچنین مقطع دبیرستان را جهت تربیت دانش‌آموزان ممتاز و برگزیده پایه‌گذاری کرد. 
موری همچنین در زمینه تحصیل زنان فعال بود و بیانیه‌ای صادر کرد که «آموزش برای همسران خوب و مادران عاقل» باید یک سیاست ملی باشد. بر اساس این خط‌ مشی، دستورالعمل تحصیلی برای دانش‌آموزان در مدارس و دبیرستان‌های دخترانه سراسر کشور توزیع شد.  
تحت رهبری موری، وزارت مرکزی در برنامه درسی مدارس اختیار بیشتری به دست آورد. موری در مقاطع تحصیلی پایین‌تر، به وفاداری ملی و اخلاقیات براساس اصول نئوکنفوسیونیسم سفارش می‌کرد؛ در عین حال در آموزش عالی، آزادی تفکر را تا حدودی مجاز می‌دانست.  
موری در سال ۱۸۸۶ درجات علمی دکترا و فوق دکترا را ایجاد و برای برقراری نظام آموزشی نوین تلاش‌ زیادی کرد.  

## ترور
موری در روز مراسم اعلام قانون اساسی میجی در ۱۱ فوریه ۱۸۸۹ ترور شد. قاتل او «بونتارو نیشینو»، یک ملی‌گرا افراطی بود. درست در زمانی که موری از اقامتگاه رسمی خود برای شرکت در مراسم خارج می شد، بونتارو با یک شمشیر کوتاه به پهلوی او ضربه زد. اگرچه موری کمک‌های اولیه دریافت کرد، اما زخمش عمیق بود و پنج صبح روز بعد در ۴۳  فوت کرد.
طبق گزارش روزنامه‌‌های روز، «یکی از وزیران در هنگام بازدید از زیارتگاه بزرگ ایسه، برای کنار زدن پرده‌های داخلی حرم از عصا خود استفاده کرده و بدون درآوردن کفش‌ وارد تالار عبادت شده بود». (تردد با کفش در تالار عبادت قدغن بود)
این امر توهین به مقدسات و امپراتوری تلقی می‌شد. با توجه به غرب‌گرایی افراطی موری، گمانه زده می‌شد که او وزیر مذکور باشد. با وجود اینکه صحت این ادعا اثبات نشده و «کوبا ساداتاکه»، مشاور موری در وزارت آموزش، بعدها در یادداشتی از بی‌اساس بودن آن نوشته؛ بی‌احترامی به زیارتگاه از دلایل اصلی ترور موری بود.

## تفکرات و تاثیرات
موری در مدتی که در لندن دانشجو بود، مسیحی شد.
موری از اعضا جنبش روشنگری میجی بود و از آزادی ادیان، آموزش سکولار، حقوق برابر زنان (به جز حق رای) و حقوق بین‌الملل حمایت می‌کرد. موری مدافع کنار گذاشتن زبان ژاپنی و تبدیل انگلیسی به زبان ملی بود. 
موری تنها عضو ژاپنی انجمن آسیایی ژاپن در زمان تاسیس آن بود. او در یکی از جلسات انجمن، نظر خود را درباره آیین شینتو، اینگونه بیان کرد:
اندیشه بنیادی شینتو، پرستش پرهیزکارانه مردگان هست. من فکر می‌کنم که شیوه ماهرانه حکومت در استفاده سیاسی از آیین شینتو برای حفظ‌ حکومت مطلقه فعلی ژاپن، قطعا موجه هست. با اینحال، من با قطعیت نمیتوانم از موثق بودن کتبی یاد کنم که به عنوان اسناد تاریخی ژاپن باستان به شمار می‌روند.— موری آینوری، فوریه ۱۸۷۴

ازدواج موری با «تسونه هیروسه» (Tsune Hirose) اولین ازدواج دارای عقدنامه در ژاپن بود که شاهد آن فوکوزاوا یوکیچی بود. این عقدنامه سه بند داشت: «ما زن و شوهر یکدیگر هستیم»، «تا زمانی که این قرارداد برپا هست، باید به یکدیگر احترام گذاشته و همدیگر را دوست داشته باشیم»، «ما نباید ملک مشترک خود را بدون رضایت طرفین اجاره یا خرید و فروش کنیم». موری و تسونه پس از 11 سال ازدواج، با رضایت یکدیگر از هم طلاق گرفتند.
موری توسط معاصران خود به افراطی بودن محکوم شد که غرب‌گرایی نامطلوب را به بهای از دست رفتن فرهنگ و رسوم ژاپن به جامعه تحمیل می‌کرد. همچنین موری پس از جنگ جهانی دوم، توسط گروه‌های آزادی‌خواه محکوم به واپسگرایی شد و او را مسئول نظام آموزشی نخبه‌گرا و دولت‌گرای ژاپن می‌دانستند.

## آثار
موری دو کتاب به‌ نامهای «آموزش در ژاپن» (Education in Japan) و «آزادی ادیان در ژاپن» (Religious Freedom in Japan) به زبان انگلیسی در ایالات متحده آمریکا منتشر کرد. او از اولین ژاپنی‌زبان‌هایی بود که به انگلیسی کتاب نوشته هست. 
منتخبی از نوشته‌های موری که در مجله انجمن مِ‌ایروکوشا منتشر شده بود، در کتاب «Meiroku Zasshi: Journal of the Japanese Enlightenment » به چاپ رسیده هست.